# Fußball-Club Würzburger Kickers 1977-1978
Questa voce raccoglie le informazioni riguardanti il Fußball-Club Würzburger Kickers nelle competizioni ufficiali della stagione 1977-1978.

## Stagione
Nella stagione 1977-1978 il Wurzburger Kickers, allenato da Richard Saller e Lothar Emmerich, concluse il campionato di 2. Bundesliga al 19º posto.

## Rosa
| N. |                     | Ruolo | Calciatore            |
| -- | ------------------- | ----- | --------------------- |
|    | Germania (bandiera) | P     | Hermann Lutz          |
|    | Germania (bandiera) | P     | Siegbert Zöller       |
|    | Germania (bandiera) | D     | Klaus-Dieter Dewinski |
|    | Germania (bandiera) | D     | Erwin Markert         |
|    | Germania (bandiera) | D     | Arno Oppmann          |
|    | Germania (bandiera) | D     | Roland Schenk         |
|    | Germania (bandiera) | D     | Rainer Scholz         |
|    | Germania (bandiera) | D     | Paul Seufert          |
|    | Germania (bandiera) | D     | Paul Ulsamer          |
|    | Germania (bandiera) | C     | Manfred Deubel        |
|    | Italia (bandiera)   | C     | Franco Dottorello     |
|    | Polonia (bandiera)  | C     | Marian Gawlik         |

| N. |                     | Ruolo | Calciatore       |
| -- | ------------------- | ----- | ---------------- |
|    | Germania (bandiera) | C     | Reinhold Metzger |
|    | Germania (bandiera) | C     | Heinz Popp       |
|    | Germania (bandiera) | C     | Peter Scheifler  |
|    | Germania (bandiera) | C     | Lothar Wardanjan |
|    | Germania (bandiera) | A     | Lothar Emmerich  |
|    | Germania (bandiera) | A     | Manfred Kejwal   |
|    | Germania (bandiera) | A     | Rudolf Koch      |
|    | Germania (bandiera) | A     | Josef Nusko      |
|    | Germania (bandiera) | A     | Josef Schreder   |
|    | Germania (bandiera) | A     | Rudi Sprügel     |
|    | Germania (bandiera) | A     | Bertram Stahl    |
|    | Germania (bandiera) | A     | Bruno Werner     |

## Organigramma societario
Area tecnica
- Allenatore: Richard Saller
- Allenatore in seconda:
- Preparatore dei portieri:
- Preparatori atletici:

## Calciomercato

### Sessione estiva
| Acquisti | Acquisti              | Acquisti       | Acquisti |
| R.       | Nome                  | da             | Modalità |
| -------- | --------------------- | -------------- | -------- |
| A        | Lothar Emmerich       | Würzburg       |          |
| D        | Klaus-Dieter Dewinski | Bonner         |          |
| A        | Rudolf Koch           | Darmstadt      |          |
| P        | Hermann Lutz          | Magonza        |          |
| C        | Heinz Popp            | Greuther Fürth |          |
| C        | Peter Scheifler       | Monaco 1860    |          |
| A        | Rudi Sprügel          | FSV Hollenbach |          |

| Cessioni | Cessioni | Cessioni | Cessioni |
| R.       | Nome     | a        | Modalità |
| -------- | -------- | -------- | -------- |

### Sessione invernale
| Acquisti | Acquisti | Acquisti | Acquisti |
| R.       | Nome     | da       | Modalità |
| -------- | -------- | -------- | -------- |

| Cessioni | Cessioni | Cessioni | Cessioni |
| R.       | Nome     | a        | Modalità |
| -------- | -------- | -------- | -------- |

## Risultati

### 2. Bundesliga

#### Girone di andata
| Arbitro: | Kipper |

|  |           |            |
|  | Marcatori | 43’ Breuer |

| Arbitro: | Vielsack |

|                                        |           |  |
| Kejwal 28’ (aut.) Jordan 55’ Geier 62’ | Marcatori |  |

| Arbitro: | Wohlfarth |

|  |           |              |
|  | Marcatori | 60’ Heinlein |

| Arbitro: | Kalenborn |

|                               |           |             |
| Mießmer 14’, 44’, 77’ Hug 79’ | Marcatori | 90’ Ulsamer |

| Arbitro: | Dölfel |

|                       |           |          |
| Beller 22’ Blümig 63’ | Marcatori | 13’ Koch |

| Arbitro: | Ferro |

|  |           |                           |
|  | Marcatori | 49’ Korlatzki 85’ Drexler |

| Arbitro: | Schmidhuber |

|                               |           |                        |
| Beichle 13’, 19’ Stempfle 62’ | Marcatori | 18’ Werner 71’ Markert |

| Arbitro: | Nickel |

|             |           |                    |
| Ulsamer 45’ | Marcatori | 8’ Erhart 40’ Lenz |

| Arbitro: | Dilg |

|                                                     |           |          |
| Zedler 8’ Patzer 28’ Oleknavicius 76’ Maciossek 86’ | Marcatori | 49’ Koch |

| Arbitro: | Schumann |

|              |           |             |
| Schreder 11’ | Marcatori | 84’ Günther |

| Arbitro: | Boos |

|            |           |            |
| Nickel 41’ | Marcatori | 88’ Kejwal |

| Arbitro: | Ross |

|                                            |           |  |
| Ulsamer 24’ Emmerich 43’ (rig.) Werner 71’ | Marcatori |  |

| Arbitro: | Correll |

|                                                        |           |  |
| Berger 2’, 43’, 53’ Struth 30’ (rig.) Günther 44’, 82’ | Marcatori |  |

| Arbitro: | Walz |

|                                   |           |                             |
| Wardanjan 16’ Emmerich 72’ (rig.) | Marcatori | 36’ Sterz 53’ (rig.) Groppe |

| Arbitro: | Gaus |

|                                                     |           |  |
| Seiler 6’, 45’, 71’ (rig.) Geinzer 20’ Pechtold 68’ | Marcatori |  |

| Arbitro: | Vielsack |

|               |           |             |
| Scheifler 75’ | Marcatori | 53’ Posniak |

| Arbitro: | Boos |

|                              |           |                          |
| Scholz 11’ (aut.) Krstić 23’ | Marcatori | 9’ Ulsamer 39’ Wardanjan |

| Arbitro: | Clajus |

|                                    |           |                                             |
| Scheifler 1’ Scholz 41’ Werner 84’ | Marcatori | 12’ Dollmann 27’ Allgöwer 29’, 64’ Hoffmann |

| Treviri 17 dicembre 1977 19ª giornata | Eintracht Treviri | 0 – 0 referto | Kickers Würzburg | Moselstadion (5 000 spett.)\| Arbitro: \| Klein \| |
| Arbitro:                              | Klein             |               |                  |                                                    |

#### Girone di ritorno
| Arbitro: | Michel |

|                   |           |  |
| Sommerer 15’, 57’ | Marcatori |  |

| Arbitro: | Föckler |

|                                |           |                                                |
| Emmerich 29’ (rig.) Scholz 44’ | Marcatori | 40’ Geier 59’, 78’, 87’, 89’ Jordan 62’ Bartel |

| Arbitro: | Ross |

|                 |           |  |
| Heubeck 1’, 71’ | Marcatori |  |

| Arbitro: | Joos |

|                           |           |            |
| Schreder 71’ Emmerich 78’ | Marcatori | 69’ Bührer |

| Arbitro: | Hellwig |

|              |           |                       |
| Emmerich 18’ | Marcatori | 19’ Krostina 89’ Zapf |

| Arbitro: | Correll |

|                                                                     |           |  |
| Wagner 28’ Westenberger 40’ Cestonaro 64’, 85’ Metz 71’ Drexler 81’ | Marcatori |  |

| Arbitro: | Schmidhuber |

|              |           |                        |
| Emmerich 55’ | Marcatori | 59’ Beichle 70’ Lorenz |

| Arbitro: | Binninger |

|            |           |  |
| Müller 12’ | Marcatori |  |

| Arbitro: | Niebergall |

|                        |           |                       |
| Emmerich 4’ Werner 44’ | Marcatori | 55’ Ganz 82’ Reinbold |

| Arbitro: | Clajus |

|                           |           |  |
| Seubert 36’, 85’ Horr 52’ | Marcatori |  |

| Arbitro: | Binninger |

|                            |           |          |
| Oppmann 44’ Dottorello 84’ | Marcatori | 23’ Harm |

| Arbitro: | Tritschler |

|                                                       |           |              |
| Weyerich 9’ (rig.), 47’ (rig.) Walitza 19’ Täuber 43’ | Marcatori | 27’ Emmerich |

| Arbitro: | Ferro |

|                     |           |             |
| Emmerich 66’ (rig.) | Marcatori | 13’ Günther |

| Arbitro: | Michel |

|                                            |           |  |
| Thiel 1’ Schmitt 13’, 77’ Sterz 21’ (rig.) | Marcatori |  |

| Arbitro: | Schmidhuber |

|                                             |           |                                                 |
| Dottorello 20’ Nusko 63’ Markert 73’ (rig.) | Marcatori | 21’, 69’ Blechschmidt 55’ Plaggemeyer 66’ Lasch |

| Arbitro: | Kuhn |

|                             |           |  |
| Schneider 3’, 61’ Klein 81’ | Marcatori |  |

| Arbitro: | Vielsack |

|                          |           |  |
| Scholz 32’ Wardanjan 43’ | Marcatori |  |

| Arbitro: | Niebergall |

|                              |           |                        |
| Kühn 25’ Dewinski 47’ (aut.) | Marcatori | 15’ Kejwal 86’ Markert |

| Arbitro: | Nickel |

|  |           |                                              |
|  | Marcatori | 16’ Müllner 78’ Bauerkämper 87’ Michelberger |

## Statistiche

### Statistiche di squadra
| Competizione  | Punti | In casa | In casa | In casa | In casa | In casa | In casa | In trasferta | In trasferta | In trasferta | In trasferta | In trasferta | In trasferta | Totale | Totale | Totale | Totale | Totale | Totale | DR  |
| Competizione  | Punti | G       | V       | N       | P       | Gf      | Gs      | G            | V            | N            | P            | Gf           | Gs           | G      | V      | N      | P      | Gf     | Gs     | DR  |
| ------------- | ----- | ------- | ------- | ------- | ------- | ------- | ------- | ------------ | ------------ | ------------ | ------------ | ------------ | ------------ | ------ | ------ | ------ | ------ | ------ | ------ | --- |
| 2. Bundesliga | 17    | 19      | 4       | 5       | 10      | 27      | 36      | 19           | 0            | 4            | 15           | 11           | 57           | 38     | 4      | 9      | 25     | 38     | 93     | -55 |
| Totale        | 17    | 19      | 4       | 5       | 10      | 27      | 36      | 19           | 0            | 4            | 15           | 11           | 57           | 38     | 4      | 9      | 25     | 38     | 93     | -55 |

### Andamento in campionato
| Giornata  | 1  | 2  | 3  | 4  | 5  | 6  | 7  | 8  | 9  | 10 | 11 | 12 | 13 | 14 | 15 | 16 | 17 | 18 | 19 | 20 | 21 | 22 | 23 | 24 | 25 | 26 | 27 | 28 | 29 | 30 | 31 | 32 | 33 | 34 | 35 | 36 | 37 | 38 |
| --------- | -- | -- | -- | -- | -- | -- | -- | -- | -- | -- | -- | -- | -- | -- | -- | -- | -- | -- | -- | -- | -- | -- | -- | -- | -- | -- | -- | -- | -- | -- | -- | -- | -- | -- | -- | -- | -- | -- |
| Luogo     | C  | T  | C  | T  | T  | C  | T  | C  | T  | C  | T  | C  | T  | C  | T  | C  | T  | C  | T  | T  | C  | T  | C  | C  | T  | C  | T  | C  | T  | C  | T  | C  | T  | C  | T  | C  | T  | C  |
| Risultato | P  | P  | P  | P  | P  | P  | P  | P  | P  | N  | N  | V  | P  | N  | P  | N  | N  | P  | N  | P  | P  | P  | V  | P  | P  | P  | P  | N  | P  | V  | P  | N  | P  | P  | P  | V  | N  | P  |
| Posizione | 13 | 18 | 18 | 19 | 19 | 19 | 19 | 19 | 19 | 19 | 19 | 19 | 19 | 19 | 19 | 19 | 19 | 19 | 19 | 19 | 19 | 19 | 19 | 19 | 19 | 19 | 19 | 19 | 19 | 19 | 19 | 19 | 19 | 19 | 19 | 19 | 19 | 19 |

Legenda:

Luogo: C = Casa; T = Trasferta. Risultato: V = Vittoria; N = Pareggio; P = Sconfitta.

### Statistiche dei giocatori
| M. Deubel     | 14 | 0 | 1 | 1 |
| K. Dewinski   | 28 | 0 | 0 | 0 |
| F. Dottorello | 11 | 2 | 0 | 0 |
| L. Emmerich   | 25 | 9 | 9 | 0 |
| M. Gawlik     | 1  | 0 | 0 | 0 |
| M. Kejwal     | 17 | 2 | 5 | 0 |
| R. Koch       | 10 | 2 | 0 | 0 |
| H. Lutz       | 30 | 0 | 0 | 0 |
| E. Markert    | 38 | 3 | 6 | 0 |
| R. Metzger    | 31 | 0 | 2 | 0 |
| J. Nusko      | 8  | 1 | 0 | 0 |
| A. Oppmann    | 27 | 1 | 4 | 0 |
| H. Popp       | 32 | 0 | 1 | 0 |
| P. Scheifler  | 25 | 2 | 1 | 0 |
| R. Schenk     | 11 | 0 | 2 | 0 |
| R. Scholz     | 31 | 3 | 7 | 0 |
| J. Schreder   | 17 | 2 | 1 | 0 |
| P. Seufert    | 19 | 0 | 3 | 0 |
| R. Sprügel    | 18 | 0 | 0 | 0 |
| B. Stahl      | 0  | 0 | 0 | 0 |
| P. Ulsamer    | 27 | 4 | 5 | 0 |
| L. Wardanjan  | 32 | 3 | 5 | 0 |
| B. Werner     | 31 | 4 | 2 | 0 |
| S. Zöller     | 8  | 0 | 0 | 0 |